# Station Wieliczka Towarowa
Station Wieliczka Towarowa is een spoorwegstation in de Poolse plaats Wieliczka.